# Psilochorus durangoanus
Psilochorus durangoanus là một loài nhện trong họ Pholcidae. Loài này được phát hiện ở México.